# Southoe and Midloe
Southoe and Midloe – civil parish w Anglii, w hrabstwie Cambridgeshire, w dystrykcie Huntingdonshire. W 2011 civil parish liczyła 349 mieszkańców.